# Karim Haggui
  Karim Haggui  (àrab: كريم حقي)  (Kasserine, 20 de gener de 1984) és un exfutbolista tunisià de la dècada de 2000.
Fou internacional amb la selecció de Tunisia amb la qual participà en la Copa del Món de futbol de 2006.
Pel que fa a clubs, destacà a RC Strasbourg, Bayer Leverkusen, Hannover 96, VfB Stuttgart i Fortuna Düsseldorf.